# Mycene
Mycene of Mykene (Oudgrieks : "Μυκῆναι", uitspraak: Mukénai, Latijn: Mycenae, uitspraak: Mukénai, Nieuwgrieks: "Μυκήνες", uitspraak: Mikines) was in de oudheid een belangrijke stad, centraal gelegen in het Griekse landschap Argolis op 25 km ten zuidwesten van Korinthe, en ooit het belangrijkste politieke en culturele centrum van de naar Mycene genoemde Myceense beschaving.

## Geschiedenis
Mycene speelt een rol in verschillende mythen, waaronder de Trojaanse cyclus. Bij Homerus is het Goudrijke Mycene de stad van koning Agamemnon, opperbevelhebber van het Griekse coalitieleger dat tegen Troje uitvoer.
De geschiedenis van Mycene en de Myceense beschaving begon met Indo-Europese stammen die vanaf ca. 2100 v.Chr. het huidige Griekenland binnenvielen. Een van die stammen, de Achaeërs, drong door tot in de Peloponnesos, waar ze verschillende steden stichtten, waaronder Mycene, Tiryns en Pylos, met kolossale burchten en muren. Tussen deze steden was een met militaire doeleinden aangelegde route met bruggen, waarlangs soldaten zich met hun strijdwagen konden verplaatsen. Deze bruggen, waarvan er nog twee intact en in gebruik, worden beschouwd als de oudste bruggen ter wereld.

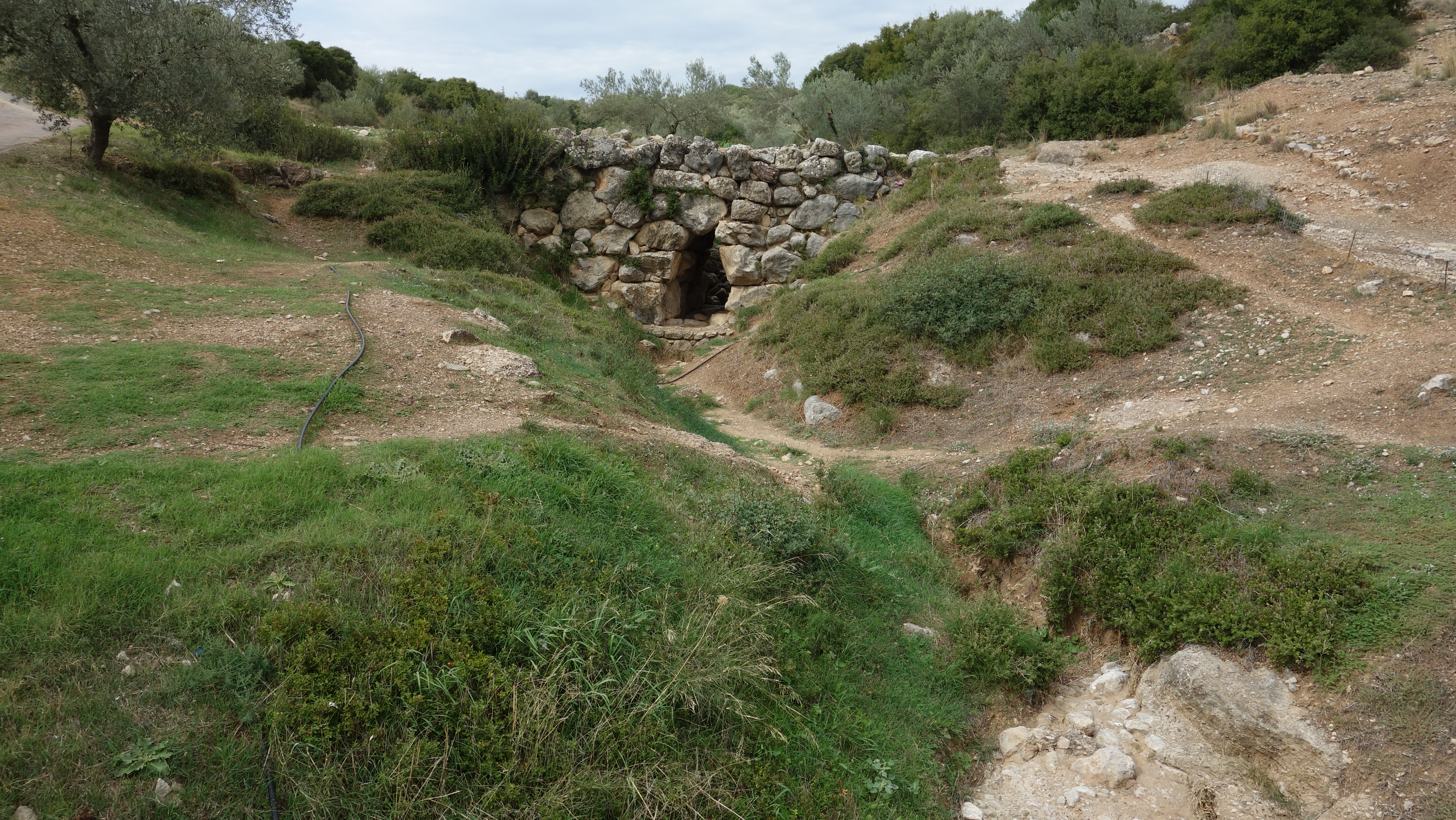
Arkadikobrug

De bloeitijd van Mycene valt in de periode tussen ca. 1400 en 1200 v.Chr., onder een koningshuis van absolute monarchen, wier macht weerspiegeld wordt door rijke archeologische vondsten, die zich thans grotendeels in het Nationaal Archeologisch Museum van Athene bevinden. De beroemdste vondst vormt het zogenaamde dodenmasker van Agamemnon. De oorsprong van de plotse rijkdom is niet duidelijk. Als mogelijke oorzaken worden genoemd:
- de komst van een nieuwe bevolking
- de vestiging van een nieuwe dynastie
- piratenoperaties tegen Kreta
- dankbaarheid van Egypte aan de Myceners voor het verdrijven van de Hyksosvolkeren
- een kwestie van continuïteit: progressieve verrijking door intensificatie van handel met Kreta en de Egeïsche eilanden, waardoor een kleine heersersklasse ontstaat

De Myceners ontwikkelden zich tot een rijke cultuur, die voornamelijk een verdere ontwikkeling was van de Minoïsche beschaving. Het grote verschil zit vooral in het feit dat er meer nadruk lag op de aanwezigheid van wapens en kampen, terwijl de Minoërs leefden in een (ondertussen al betwijfelde) Pax Minoa.
De machtspositie van Mycene zette zich voort tot in de periode tussen ca. 1400 en 1150 v.Chr., waarna echter plunderende Doriërs een spoor van vernieling op het Griekse schiereiland achterlieten, en alle centra van de Myceense beschaving verwoestten. Er zijn wel aanwijzingen dat Mycene al een langere periode van verval kende, doordat de centralisatie en coördinatie van economische en culturele activiteiten wegvalt ten gevolge van het verbreken van de commerciële band met het Oosten (Egypte, Klein-Azië). De oorzaak hiervan kan ofwel een samenloop van factoren zijn zoals natuurrampen, hongersnood, oorlogen, epidemieën; ofwel de verwoesting van het commercieel centrum in Kanna. Daarna was Mycene nog slechts een kleine, onbelangrijke stad. Een laatste heldhaftige daad van de stad was nog het zenden van een klein contingent hoplieten naar Plataeae in 479 v.Chr. In 462 v.Chr. werd de stad ingenomen door het naburige Argos en definitief verlaten.

## Akropolis

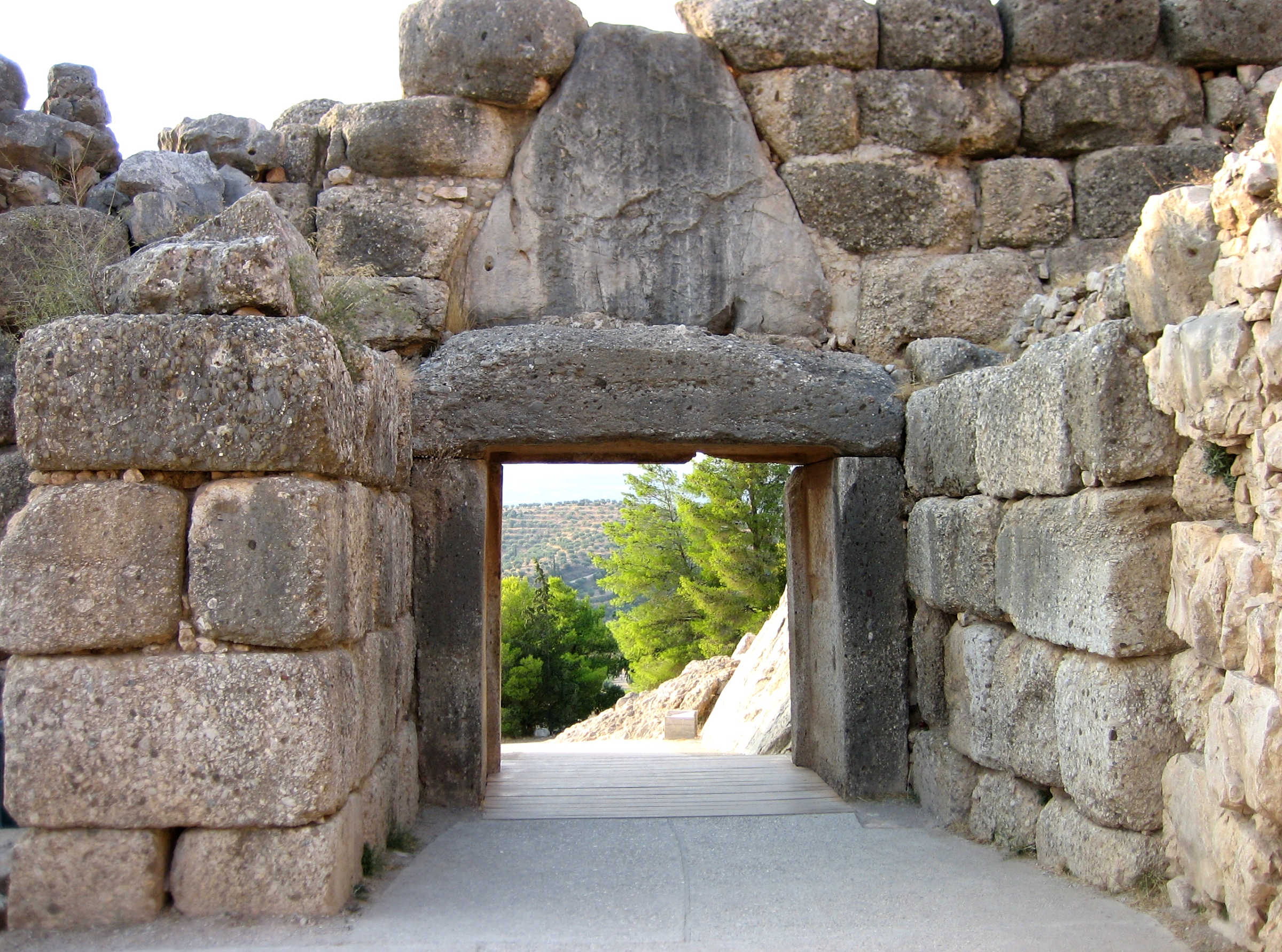
De Leeuwenpoort van Mycene

De indrukwekkende koningsburcht (de "akropolis") van Mycene werd enkel bewoond door de heersende klasse: werk- en kooplieden woonden tot ver buiten de ommuring. De burcht is omringd door een 900 m lange en gemiddeld 6 m dikke muur, opgebouwd uit reusachtige ("cyclopische") steenblokken van verschillende grootte. Om (gewenste en ongewenste) bezoekers nog meer te imponeren, zijn deze blokken ter hoogte van de wereldberoemde Leeuwenpoort door steenhouwers fraai rechthoekig afgewerkt, en dat zonder ijzeren werktuigen.
De Leeuwenpoort dateert in zijn huidige vorm uit de 13e eeuw v.Chr., en vertegenwoordigt het oudst bekende monumentale beeldhouwwerk van Europa: twee opgerichte leeuwen (eigenlijk leeuwinnen) die tegenover elkaar staan, met hun voorpoten steunend op een soort altaar, waarboven een "Minoïsche" zuil prijkt, zonder twijfel een heraldisch symbool voor het koningshuis dat waakt over het welzijn van de stad. De leeuwen zijn in een duister verleden hun koppen kwijtgeraakt: wellicht hebben vandalen ooit op die symbolische manier het koningshuis willen treffen.

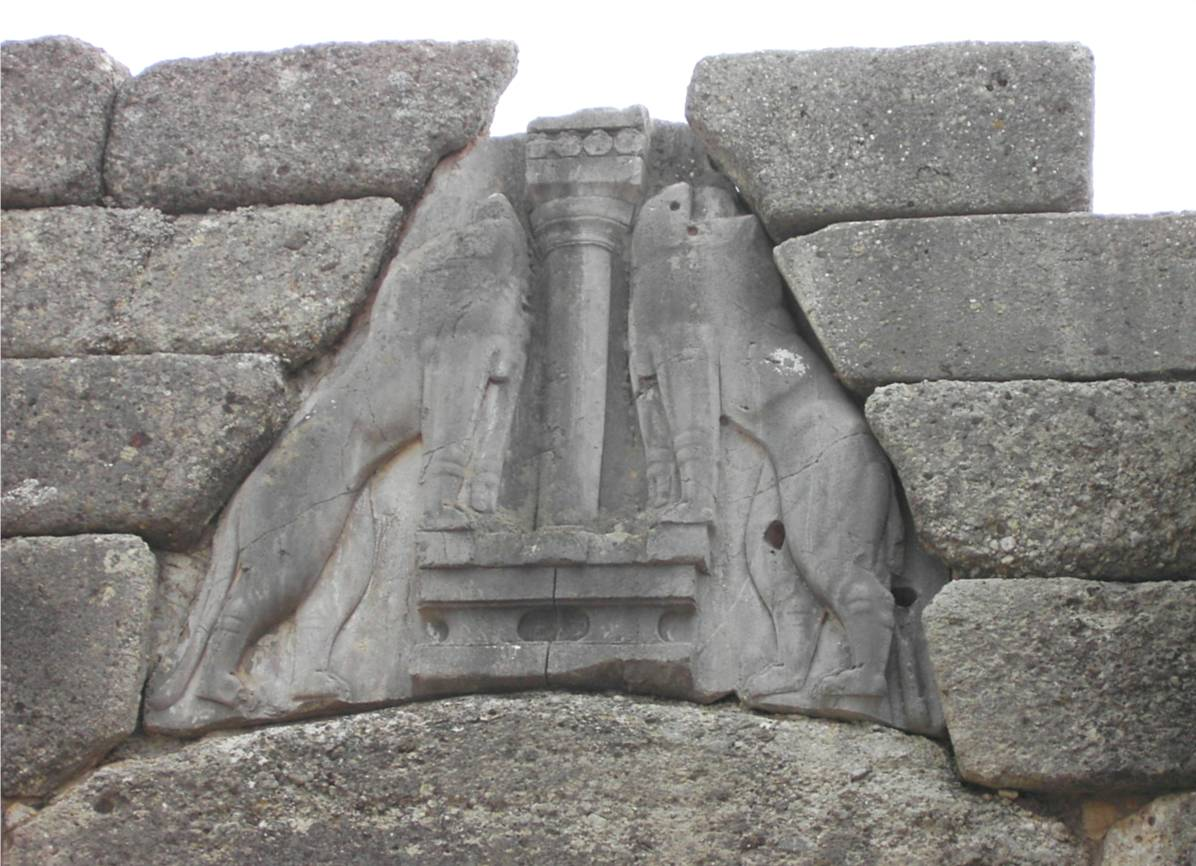
De Leeuwenpoort

Deze poort verschafte toegang tot het centrum van de burcht, waar zich het paleis bevindt, dat in verschillende fasen gebouwd werd tussen 1400 en 1200 v.Chr. De kern daarvan bestaat uit een megaron, een rechthoekig vertrek met een haard in het midden. Boven de haard - die diende voor de verwarming en om te koken - was een ronde opening in het dak, dat door vier zuilen werd geschraagd. Van het hele bouwwerk zijn alleen de vloeren over gebleven. Het paleis was zowel het economische als het religieuze hart van de stad: het overheidsapparaat (administratie) én het heiligdom waren hier ondergebracht. Binnen de muren van de burcht, aan de voet van het paleis, liggen verder de resten van particuliere herenhuizen voor de hoogwaardigheidsbekleders.

### Schachtgraven

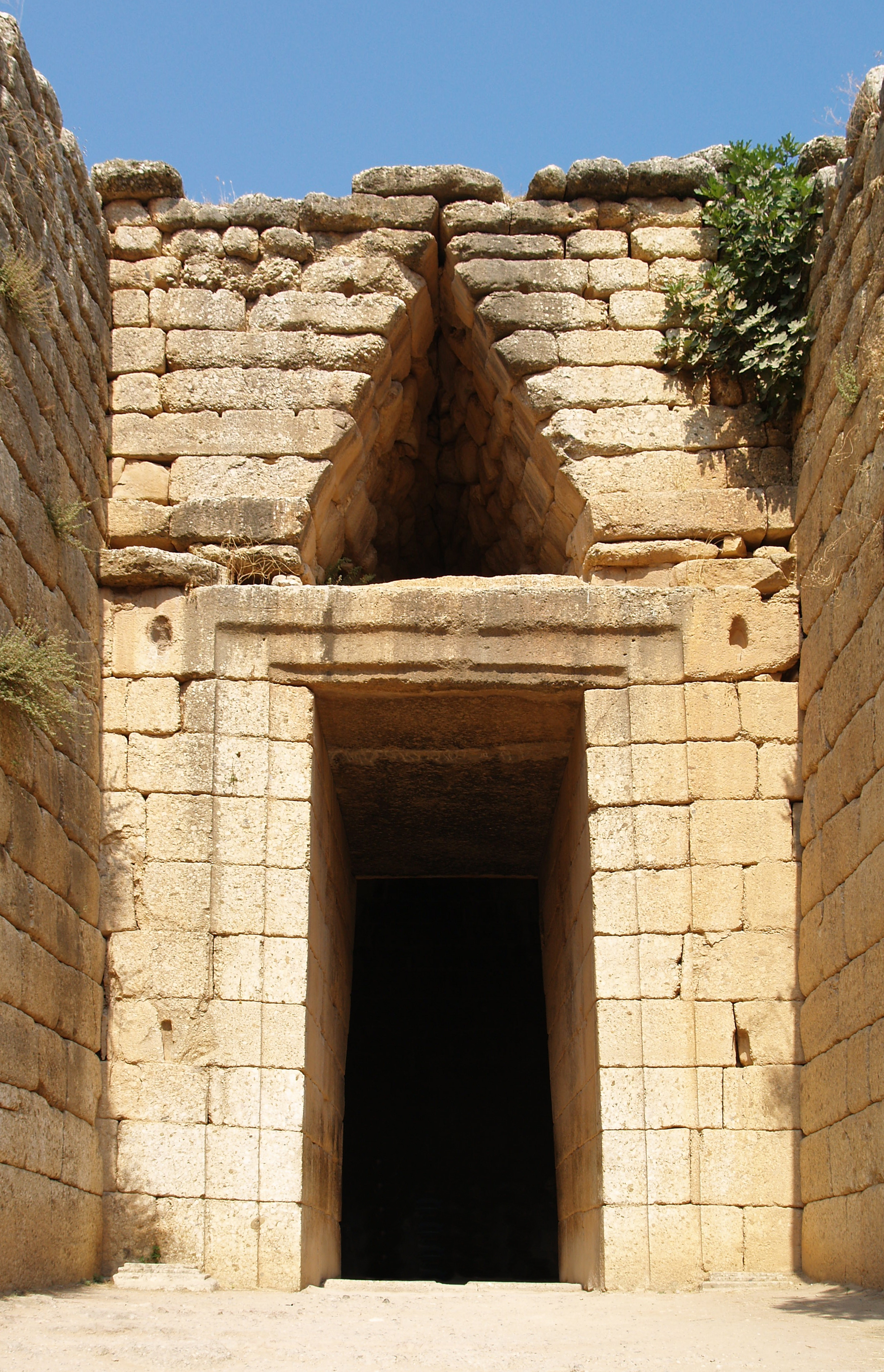
Toegang tot de Schatkamer van Atreus

Ouder dan de burcht zelf, en wel uit de 17e en 16e eeuw v.Chr., zijn de zogenaamde schachtgraven; rechthoekige kuilen waarin verscheidene dode leden van de koninklijke familie werden bijgezet. Uit de rijke grafgiften blijken invloeden uit het Nabije Oosten en Kreta. De doden van Mycene kregen sieraden, servieswerk en gouden dodenmaskers mee. Het bekendste dodenmasker is het gouden dodenmasker van Agamemnon. De grafgiften zijn nu te zien in het Nationaal Archeologisch Museum te Athene. Twee complexen van schachtgraven zijn ontdekt, omgeven door een ronde muur; een ervan ligt binnen, het andere buiten de ommuring.
Later werden koningsgraven buiten de burchtmuren in de rotsen uitgehouwen. Uit de 15e en 14e eeuw v.Chr. dateren verscheidene ronde koepelgraven voor de koningen, waaronder de zogenaamde Schatkamer van Atreus de beroemdste en formeel de meest geperfectioneerde is. De koepels zijn telkens gevormd door ringvormig gelegde, elkaar overkragende lagen stenen. Elke laag versmalde de diameter, tot het gewelf met één enkele steen kon worden voltooid. Op soortgelijke wijze werden in de Myceense architectuur ook gangen overwelfd. Voor de rijken waren er kamergraven. Beide graven waren voorzien van rijke bijgraven.